# 短腹拟鲆
短腹拟鲆（学名：Parabothus coarctatus）为輻鰭魚綱鰈形目鰈亞目鲆科拟鲆属的鱼类，俗名副鲆。分布于东北达夏威夷群岛、北达日本南部以及海南岛以东海区等，属于暖水性底层海鱼，棲息深度253-580公尺，體長可達22.5公分，棲息在沙泥底質底層水域，以小型底棲生物為食，生活習性不明，可做為食用魚。该物种的模式产地在夏威夷群岛的北罗罗海峡。